# Mary Oliver
Mary Oliver (ur. 10 września 1935 w Maple Heights, Ohio, zm. 17 stycznia 2019 w Hobe Sound, w stanie Floryda) – amerykańska poetka i eseistka.  W 1992 zdobyła National Book Award,  a w 1984 roku zdobyła nagrodę Pulitzera za jej najbardziej znaną kolekcję wierszy American Primitive. W 2007 The New York Times określił ją jako „zdecydowanie najlepiej sprzedającą się poetkę tego kraju”.
Oliver studiowała na Ohio State University i Vassar College w połowie lat 50., ale nie uzyskała dyplomu w żadnym z obu college’ów. Była ujawnioną lesbijką.
W 2012 roku zdiagnozowano u Oliver raka płuc, ale udało się jej go skutecznie wyleczyć. Zmarła na chłoniaka 17 stycznia 2019 r. w domu w Hobe Sound na Florydzie, w wieku 83 lat.